# Segment orbital russe
Le segment orbital russe est un des deux segments de la Station spatiale internationale, soit la partie de la Station spatiale composée des éléments construits en Russie et exploité par l'Agence spatiale russe (Roscosmos).
Le segment russe se compose actuellement de six modules pressurisés (Zarya, Zvezda, Poisk, Rassvet, Nauka et Pritchal) qui, ensemble, comprennent essentiellement la configuration de base de la station spatiale russe annulée Mir-2. Le segment est contrôlé directement par le Centre de contrôle des vols spatiaux TsUP de Roskosmos à Korolev, près de Moscou.

## Chronologie d'assemblage

### Zarya FGB
Le premier module, Zarya, également connu sous le nom de Functional Cargo Block (FGB), est le premier élément de la Station spatiale internationale à être lancé, et assure, au début de l'existence de la Station, l'alimentation électrique, le stockage, la propulsion et le guidage de navigation. Actuellement, principalement utilisé pour le stockage, le module constitue le cœur du segment orbital russe, et fournit des ports d'amarrage pour les vaisseaux Soyouz et les cargos Progress. Le module est la seule partie du segment orbital russe à être entièrement financé et détenu par les États-Unis,.

### Zvezda
Zvezda, le second module du segment et le troisième dans l’ensemble de la station, est le module de service de la Station. Il fournit un cadre de vie pour l'équipage, contient le système moteur principal et fournit un port d'amarrage pour les vaisseaux Soyouz, Progress et ATV.

### Pirs
Le troisième module du segment, Pirs, est le sas de sortie extravéhiculaire de la partie russe de la Station, permettant le stockage des combinaisons spatiales et fournissant l'équipement nécessaire pour les EVA des cosmonautes. Il sert également de compartiment d'amarrage pour les vaisseaux Soyouz et Progress. Pirs, ayant dépassé sa durée de vie, a été désorbité le 29 juillet 2021, et remplacé par Nauka. Ses débris se sont consumés dans les différentes couches de l'atmosphère et le reste dans l'océan Pacifique.

### Poisk
Le quatrième module, Poisk, est similaire à Pirs. Cependant, ce module est aussi un mini-laboratoire de recherche.

### Rassvet
Le cinquième module, Rassvet, est principalement utilisé pour le stockage et comme un port d'amarrage, il est également un mini-laboratoire de recherche.

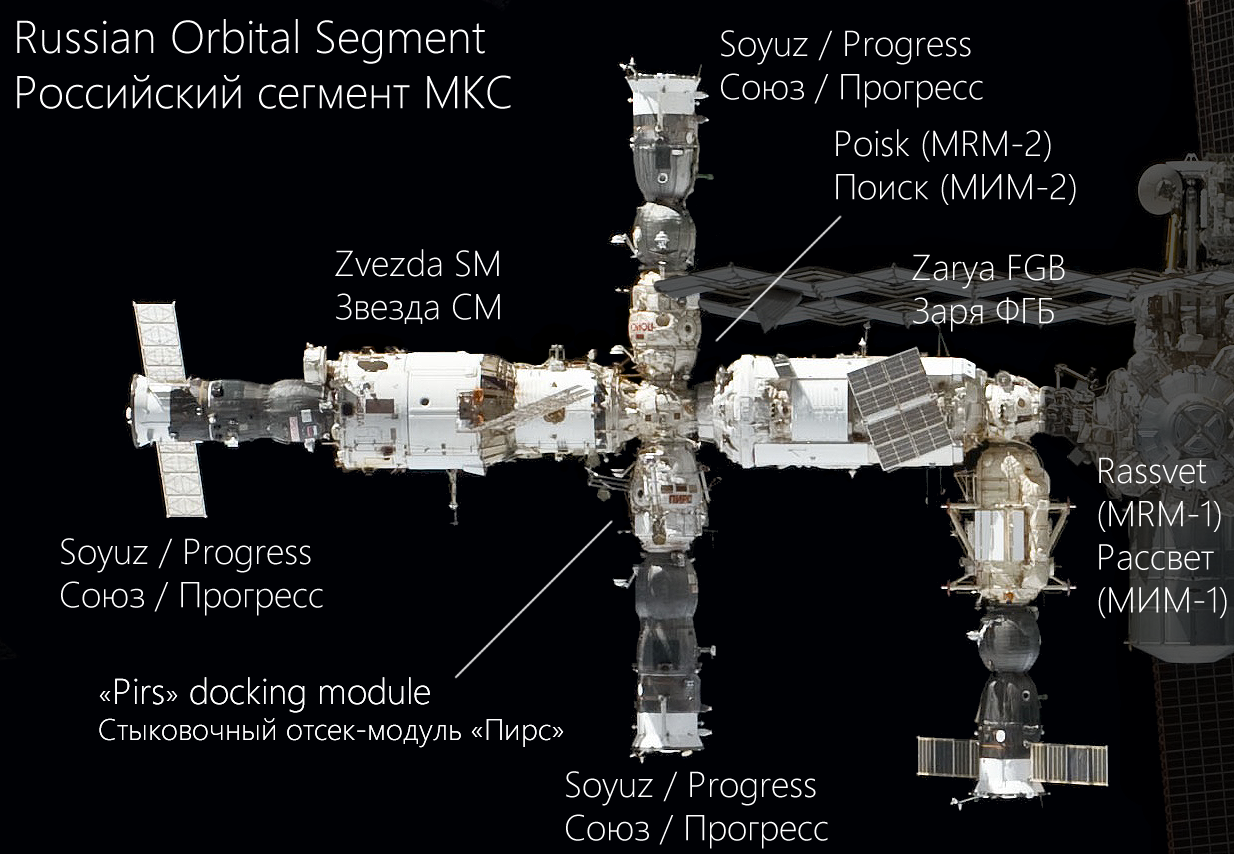
Le plan du segment orbital russe, en 2010.

### Nauka
En juillet 2021, le segment orbital russe a été élargi avec l'ajout du module laboratoire polyvalent (Multipurpose Laboratory Module) nommé Nauka. Il remplace Pirs qui a été désamarré peu après son décollage. 

### Pritchal
Le sixième module, Pritchal, est un module nœud lancé en novembre 2021. Il est amarré à Nauka et doit initialement permettre d'ajouter des modules supplémentaires à la station, comme les Modules scientifiques et de production d'énergie 1 et 2 tout en permettant l'amarrage de vaisseaux Progress et Soyouz. Cependant, les deux modules scientifiques ne sont pas encore programmés.

### Modules abandonnés
Le segment, à l'origine, doit être beaucoup plus important, cependant, plusieurs éléments, dont le module d'amarrage universel (UDM), la plateforme Science Power Platform (SPP), et deux modules de recherche russes, sont annulés au cours du programme de la Station spatiale internationale. Deux modules commerciaux et privés, Enterprise et Commercial Space Module sont proposés mais ne sont pas retenus.

## Modules proposés
Le 17 juin 2009, l'Agence spatiale fédérale russe (Roskosmos) présente à la NASA et aux autres partenaires de l'ISS une proposition visant à ajouter des modules supplémentaires au segment russe afin d'assurer sa viabilité après 2016 ou même 2020. À cette fin, un module nœud, Pritchal, qui doit être attaché au port d'amarrage nadir du module Nauka, facilite l'attachement de deux autres modules, plus larges, qui sont capables de fournir une source d'alimentation indépendante pour le segment russe alors qu'il est évoqué de désorbiter le segment américain de l'ISS après 2016. Tel que proposé, Pritchal doit être lancé courant 2013 par un lanceur Soyouz de façon similaire aux modules Pirs et Poisk. Les deux modules plus grands, nominalement appelés Modules scientifiques et de production d'énergie 1 et 2, doivent être lancés par des lanceurs Proton en 2014 et 2015, respectivement. Ces deux modules doivent être fixés sur les côtés bâbord et tribord du module Pritchal, laissant son port d'amarrage arrière accessible pour une expansion future possible et son port nadir accessible pour l'amarrage des vaisseaux Soyouz ou Progress. En raison de la proximité du module Pritchal au point de fixation de Rassvet, sur le port d'amarrage nadir de Zarya, pour faciliter l'amarrage de Soyouz et Progress, le port avant du module sera inutilisable. En janvier 2010, ni Roskosmos, ni la NASA fournissent plus de détails sur ces modules ou des vérifications qu'ils sont officiellement financés par le gouvernement russe ou ajoutés au calendrier des lancements de la Station,,. Finalement, le module Nauka n'est lancé qu'en 2021 et Pritchal voit sa date de lancement glisser en conséquence : il est lancé en novembre 2021 mais les Modules scientifiques et de production d'énergie 1 et 2, dont la construction a débuté, ne sont pas encore programmés pour la Station spatiale internationale ou bien pour une éventuelle future station spatiale russe devant succéder à cette dernière.